# Saison 1 de l'émission Le Disney Channel
Voici le détail de la première saison de l'émission Le Disney Channel diffusée sur FR3 du 26 janvier 1985 au 31 août 1985.

## Animateurs et Fiche technique

### Les Animateurs
Tout au long de son existence l’émission a eu de manière majoritaire deux animateurs. Ce tandem de garçons reposait au cours de cette saison sur :
- Jean Rochefort
- Guy Montagné

### Fiche de l'émission
- Réalisation : Dominique Bigle et Maxime Debest
- Production : Dominique Bigle et Gérard Jourd'hui

## Courts-métrages classiques diffusés
Les dessins animés de l’émission étaient annoncés dans la rubrique Télévision du Journal de Mickey. Ils étaient diffusés dans les rubriques Bon week-end Mickey et Donald présente. Ils regroupaient les séries ci-dessous:
- Mickey Mouse
- Donald Duck
- Dingo
- Donald & Dingo
- Pluto
- Tic et Tac
- Silly Symphonies

### Bon week-end Mickey
Voici une liste non exhaustive de ces derniers :
- Le Brave Petit Tailleur et Dingo en vacances (émission du samedi 26 janvier 1985)[1]
- Nettoyeurs d'horloges et Le pull-over de Pluto (émission du samedi 16 février 1985)[2]
- Pluto et l'autruche et Pluto veut chanter (émission du samedi 23 février 1985)[3]
- L'Heure symphonique et Le Planeur de Dingo (émission du samedi 2 mars 1985)[4]
- La Fontaine de jouvence de Donald et Battements de cœur (émission du samedi 9 mars 1985)[5]
- La Mascotte de l'armée et Donald à l'armée (émission du samedi 6 avril 1985)[6]
- La Fanfare et Plutopia (émission du samedi 13 avril 1985)[7]
- Les Revenants solitaires et Comment être un bon nageur (émission du samedi 3 mai 1985)[8]
- Le Tourbillon et Dingo joue au golf (émission du samedi 11 mai 1985)[9]
- L'anniversaire de Mickey, Dingo champion de tennis et Pluto fait des achats (émission du samedi 18 mai 1985)[10]
- Mickey Magicien et Donald joue du trombone (émission du samedi 25 mai 1985)[11]
- La Remorque de Mickey et Dingo champion de boxe (émission du samedi 1er juin 1985)[12]
- Le Remorqueur de Mickey et Les Quintuplés de Pluto (émission du samedi 8 juin 1985)[13]
- Mickey à la plage et Pluto et le Bourdon (émission du samedi 15 juin 1985)[14]
- Rendez-vous retardé et Le Déménagement (émission du samedi 22 juin 1985)[15]
- Mickey pompier et Pluto et la tortue (émission du samedi 29 juin 1985)[16]

### Donald présente
Voici une liste non exhaustive de ces derniers :
- Zim Zim Boum Boum (émission du samedi 26 janvier 1985)[1]
- Communiquer (émission du samedi 16 février 1985)[2]
- Automaboule (émission du samedi 23 février 1985)[3]
- Première partie de Picsou banquier (émission du samedi 9 mars 1985)[5]
- Le toucher (émission du samedi 6 avril 1985)[6]
- La raison et l'émotion (émission du samedi 13 avril 1985)[7]
- C'est pas drôle d'être un oiseau (émission du samedi 3 mai 1985)[8]
- Dans le sac (émission du samedi 11 mai 1985)[9]
- Donald tourne en rond (émission du samedi 18 mai 1985)[10]
- Un dessin-animé éducatif (émission du samedi 25 mai 1985)[11]
- La recherche de l'énergie (émission du samedi 1er juin 1985)[12]
- La bicyclette (émission du samedi 8 juin 1985)[13]
- La Baleine qui voulait chanter (émission du samedi 15 juin 1985)[14]
- Donald décorateur, Le clown de la jungle et Toot (émission du samedi 22 juin 1985)[15]
- Pierre et le Loup (émission du samedi 29 juin 1985)[16]

## Les programmes de série et feuilleton
Les programmes de série et feuilleton étaient annoncés dans la rubrique Télévision du Journal de Mickey.
Voici une liste non exhaustive de ces derniers :

### Liste des épisodes de Winnie l'Ourson
- Une bicyclette pour cinq (émission du samedi 26 janvier 1985)[1]
- Le lapin le plus rapide (émission du samedi 16 février 1985)[2]
- Les voisins (émission du samedi 23 février 1985)[3]
- Le Tigre bricoleur (émission du samedi 2 mars 1985)[4]
- Nuages (émission du samedi 9 mars 1985)[5]
- Porcinet a des boutons (émission du samedi 6 avril 1985)[6]
- Des carottes, encore des carottes, toujours des carottes (émission du samedi 13 avril 1985)[7]
- Porcinet ne chante plus (émission du samedi 3 mai 1985)[8]
- Le grand concours de cerfs-volants (émission du samedi 11 mai 1985)[9]
- Suivez le guide (émission du samedi 18 mai 1985)[10]
- La thé partie de Bourriquet (émission du samedi 25 mai 1985)[11]
- La grande aventure de Petit Gourou (mission du samedi 1er juin 1985)[12]
- Cela doit être l'été (émission du samedi 8 juin 1985)[11]
- La grande excursion (émission du samedi 15 juin 1985)[14]
- Travailler en chantant (émission du samedi 22 juin 1985)[15]
- La grande  promenade (émission du samedi 29 juin 1985)[16]

### Liste des épisodes de séries
- Le premier épisode de Zorro Le cavalier de la nuit (émission du samedi 26 janvier 1985)[1]
- Le quatrième épisode de Zorro Le fantôme de la mission (émission du samedi 16 février 1985)[2]
- Le cinquième épisode de Zorro L'idylle de Zorro (émission du samedi 23 février 1985)[3]
- Le sixième épisode de Zorro Zorro sauve un ami (émission du samedi 2 mars 1985)[4]
- Le septième épisode de Zorro Monastario tend un piège  (émission du samedi 9 mars 1985)[5]
- Le onzième épisode de Zorro De gros ennuis pour Zorro (émission du samedi 6 avril 1985)[6]
- Le douzième épisode de Zorro Zorro, l'épée la plus chanceuse du monde (émission du samedi 13 avril 1985)[7]
- Le quatorzième épisode de Zorro Garcia accusé (émission du samedi 3 mai 1985)[8]
- Le seizième épisode de Zorro avec Les esclaves de l'aigle noir (émission du samedi 11 mai 1985)[9]
- Le dix-septième épisode de Zorro avec Le sourire du danger (émission du samedi 18 mai 1985)[10]
- Le dix-huitième épisode de Zorro avec La mort rôde (émission du samedi 25 mai 1985)[11]
- Le dix-neuvième épisode de Zorro avec L'agent de l'aigle noir (mission du samedi 1er juin 1985)[12]
- Le vingtième épisode de Zorro avec Zorro tend un piège (émission du samedi 8 juin 1985)[13]
- Le vingt-et-unième épisode de Zorro avec Zorro est démasqué (émission du samedi 15 juin 1985)[14]
- Le vingt-et-deuxième épisode de Zorro avec Le secret de la sierra (émission du samedi 22 juin 1985)[15]
- Le vingt-et-troisième épisode de Zorro avec Le nouveau commandant (émission du samedi 29 juin 1985)[16]

## Les rubriques

### Disney souvenirs et dessin-animé
- Clarence Nash raconte les souvenirs de Donald (émission du samedi 26 janvier 1985)[1]
- Ward Kimball spécialiste des dessins-gags (émission du samedi 16 février 1985)[2]
- Milt Kahl ou l'art de faire vivre les personnages de dessins-animés (émission du samedi 23 février 1985)[3]
- Première partie du documentaire sur Ken Anderson (émission du samedi 2 mars 1985)[4]
- Seconde partie du documentaire sur Ken Anderson (émission du samedi 9 mars 1985)[5]
- Seconde partie du documentaire sur Milt Kahl (émission du samedi 6 avril 1985)[6]
- Première partie sur Eric Larson (émission du samedi 13 avril 1985)[7]
- Seconde partie sur Woolie Reitherman (émission du samedi 3 mai 1985)[8]
- Peter et Harrisson Ellenshaw, premiers créateurs d'effets spéciaux au cinéma (émission du samedi 11 mai 1985)[9]
- un groupe de jeunes danse au son de All the Cats Join In (dessin animé sur un morceau de jazz interprété par Benny Goodman) (émission du samedi 18 mai 1985)[10]
- Le Cousin de Donald (émission du samedi 1er juin 1985)[12]
- Donald capitaine des pompiers (émission du samedi 8 juin 1985)[13]
- Donald shériff (émission du samedi 15 juin 1985)[14]
- Les Neveux de Donald (émission du samedi 22 juin 1985)[15]

### DTV
- Un Vidéoclip Disney sur la chanson de Little Richard Tutti Frutti, un autre sur la chanson de Martha and the Vandallass Dancing in the street et un dernier sur la chanson des Suprêmes You keep me hanging on (émission du samedi 26 janvier 1985)[1]
- Un vidéoclip Disney sur la chanson de Jan et Dean Surf City, et un autre sur la chanson des Suprêmes Baby love (émission du samedi 16 février 1985)[2]
- Un vidéoclip Disney sur la chanson Long Tall Sally de Little Richard et un vidéoclip sur la chanson Reach Out, I'll Be There des Four Tops (émission du samedi 23 février 1985)[3]
- Un vidéoclip Disney sur la chanson de Louis Prima et Keeley Smith That old black magic et un autre sur la chanson des Beach Boys Dance, dance, dance (émission du samedi 2 mars 1985)[4]
- Un vidéoclip Disney sur la chanson de Stevie Wonder Finger tips et un autre sur la chanson de Stevie Wonder For once in my life (émission du samedi 9 mars 1985)[5]
- Un clip sur la chanson de Barry Strong Money, un autre sur la chanson de Martha and the Vandellas Dancing in the Street et un dernier sur la chanson des Jackson Five Dancing machine (émission du samedi 6 avril 1985)[6]
- Un vidéoclip sur la chanson de Stevie Wonder Signed, sealed, delivered et un autre sur la chanson des Temptations Ain't too proud to beg (émission du samedi 13 avril 1985)[7]
- Un vidéoclip sur la chanson de Johny Burnett Dreamin, et un autre sur la chanson des Beach Boys WHen I grow up (émission du samedi 3 mai 1985)[8]
- Un vidéoclip sur la chanson Baby Loves des Suprêmes et un vidéoclip sur la chanson That old black magic de Louis Prima et Kelly Smith (émission du samedi 11 mai 1985)[9]
- Un vidéoclip sur la chanson Reach Out, I'll Be There des Four Tops et un vidéoclip sur la chanson Surf city de Jan and Dean (émission du samedi 18 mai 1985)[10]
- Un vidéoclip sur la chanson For once in my life des Stevie Wonder, un vidéoclip sur la chanson Can I get a witness de Marvin Gay et un vidéoclip sur la chanson Tutti frutti de Little Richard (émission du samedi 25 mai 1985)[11]
- Un vidéoclip sur la chanson Pineapple Princess d'Annette Funicello et un vidéoclip sur la chanson Love story (émission du samedi 1er juin 1985)[12]
- Un vidéoclip sur la chanson Up tight de Stevie Wonder et un vidéoclip sur la chanson Ballade rustique (émission du samedi 8 juin 1985)[13]
- Un vidéoclip sur la chanson Stop in the name of love des Suprêmes, un vidéoclip sur la chanson Harmonica man de Stevie Wonder et un vidéoclip sur la chanson Dancing machine des Jackson Five (émission du samedi 15 juin 1985)[14]
- Un vidéoclip sur la chanson Signed, sealed, delivred de Stevie Wonder, un vidéoclip sur la chanson Ain't too prood to beg de The Temptations et un vidéoclip sur la chanson A place in the sun de Stevie Wonder (émission du samedi 22 juin 1985)[15]
- Un vidéoclip sur la chanson Dizzi de Tommy Roe, un vidéoclip sur la chanson You can't sit down des Dovell's et un vidéoclip sur la chanson You keep me hanging on des Suprêmes (émission du samedi 29 juin 1985)[16]